# Tallbarkbrunbagge
Tallbarkbrunbagge (Rushia parreyssii) är en skalbaggsart som först beskrevs av Étienne Mulsant 1856.  Tallbarkbrunbagge ingår i släktet Rushia, och familjen brunbaggar. Enligt den svenska rödlistan är arten sårbar i Sverige. Arten förekommer på Gotland. Artens livsmiljö är skogslandskap.